# Hoover, Alabama
Hoover je mesto, ki se nahaja v okrožjih Shelby in Jefferson v ameriški zvezni državi Alabama.
Leta 2000 je naselje imelo 62.742 prebivalcev na 113,1 km².